# Corwin (Ohio)
Corwin es una villa ubicada en el condado de Warren en el estado estadounidense de Ohio. En el Censo de 2010 tenía una población de 421 habitantes y una densidad poblacional de 471,16 personas por km².

## Geografía
Corwin se encuentra ubicada en las coordenadas 39°31′30″N 84°4′4″O / 39.52500, -84.06778. Según la Oficina del Censo de los Estados Unidos, Corwin tiene una superficie total de 0.89 km², de la cual 0.89 km² corresponden a tierra firme y (0%) 0 km² es agua.

## Demografía
Según el censo de 2010, había 421 personas residiendo en Corwin. La densidad de población era de 471,16 hab./km². De los 421 habitantes, Corwin estaba compuesto por el 98.81% blancos, el 0% eran afroamericanos, el 0% eran amerindios, el 0% eran asiáticos, el 0% eran isleños del Pacífico, el 1.19% eran de otras razas y el 0% pertenecían a dos o más razas. Del total de la población el 1.9% eran hispanos o latinos de cualquier raza.